# Whistling Jack Smith
Whistling Jack Smith (* 2. Februar 1946 in Liverpool, bürgerlich Billy Moeller) ist ein britischer Sänger. Er hatte mit dem One-Hit-Wonder I Was Kaiser Bill's Batman 1967 einen Top-Fünf-Hit in Großbritannien und Deutschland.

## Karriere
Moeller ist der jüngere Bruder von Thomas Moeller, dem ehemaligen Sänger der Band Unit 4 + 2, und arbeitete für die Gruppe als Roadie. 1967 veröffentlichte er unter dem Künstlernamen Coby Wells eine Single, hatte damit aber keinen kommerziellen Erfolg.
Das Songwriter-Duo Roger Cook und Roger Greenaway hatte das Lied I Was Kaiser Bill's Batman geschrieben. Das Stück hat keinen Text, sondern wird von einem Studiomusiker gepfiffen. Weitere Mitwirkende an den Aufnahmen zu I Was Kaiser Bill's Batman waren die Mike Sammes Singers. Die Erstveröffentlichung von I Was Kaiser Bill’s Batman erreichte im April 1967 Platz 5 der UK Top 40 und Platz 4 in Deutschland. Wegen dieses Erfolges suchten die Produzenten ein Gesicht, um den Titel zu promoten. Dies fanden sie in Billy Moeller. Es erfolgte ein Re-Release der Single mit dem Gesicht von Moeller sowie Live-Auftritte als Whistling Jack Smith. Das Lied erreichte im Mai 1967 Platz 20 der US-amerikanischen Billboard Hot 100. Als Whistling Jack Smith nahm Moeller das Studioalbum Around the World With Whistling Jack Smith und weitere Singles auf. Die Veröffentlichungen konnten sich nicht in den Charts platzieren.
Anfang der 1970er Jahre war Moeller neben Buster Meikle, einem ehemaligen Mitglied von Unit Four Plus Two, Mitglied des Duos Bill & Buster. Mit der von A&M Records veröffentlichten Single Hold On To What You've Got erreichten sie 1971 die Top 40 in den Niederlanden und Frankreich. Via BMG Ariola wurde eine deutschsprachige Version des Liedes unter dem Titel Hol dir den Sonnenschein veröffentlicht. Das Duo löste sich um 1972 auf, über das weitere Leben von Moeller ist nichts bekannt.

## Diskografie
als Coby Wells
- My Feet Ache (Single, 1967, Decca Records)

als Whistling Jack Smith
- I Was Kaiser Bill’s Batman (Single, 1967, Deram)
- Around The World With Whistling Jack Smith (1967, Deram)
- Only When I Larf / Early One Morning (Single, 1968, Deram)
- Ja-Da / Sans Fairy Anne (Single, 1968, Deram)

mit Bill & Buster
- Hold On To What You've Got (Single, 1971, A&M Records)